# Callonychium
Callonychium is een geslacht van vliesvleugelige insecten uit de familie Andrenidae

## Soorten
- C. argentinum Brèthes, 1922
- C. aricense Toro & Herrera, 1980
- C. atacamense Toro & Herrera, 1980
- C. brasiliense (Ducke, 1907)
- C. coquimbense Toro & Herrera, 1980
- C. culiculum (Vachal, 1909)
- C. chilense (Friese, 1906)
- C. flaviventre (Friese, 1906)
- C. luteimaculatum (Strand, 1910)
- C. mandibulare (Friese, 1916)
- C. minutum (Friese, 1906)
- C. petuniae Cure & Wittman, 1990